# Pedro Soto
Pedro Soto Moreno (né le 22 octobre 1952 à San Miguel el Alto au Mexique) est un joueur de football international mexicain, qui évoluait au poste de gardien de but.

## Biographie

### Carrière en club
Il dispute un total de 122 matchs en première division mexicaine avec le Club América, le Laguna FC, l'Atletas Campesinos et le CF Puebla.
Il remporte une Coupe des champions de la CONCACAF et une Copa Interamericana avec le Club América. Il remporte également un titre de champion du Mexique avec le CF Puebla.

### Carrière en équipe nationale
Avec l'équipe du Mexique, il joue 3 matchs lors de l'année 1978.
Il figure dans le groupe des sélectionnés lors de la Coupe du monde de 1978. Lors du mondial organisé en Argentine, il joue deux matchs : contre l'Allemagne, et la Pologne.

## Palmarès
| Club América \| - Coupe des champions de la CONCACAF (1) : - Vainqueur : 1977. \| \| - Copa Interamericana (1) : - Vainqueur : 1977. \| |  | Puebla - Championnat du Mexique (1) : - Champion : 1982-83. |
| - Coupe des champions de la CONCACAF (1) : - Vainqueur : 1977.                                                                          |  | - Copa Interamericana (1) : - Vainqueur : 1977.             |